# منیتو (اکلاهما)
منیو(به انگلیسی: Manitou) شهری در ایالت اکلاهما کشور ایالات متحده آمریکا است که جمعیت آن در سرشماری سال ۲۰۱۰ میلادی، ۱۸۱ نفر بوده‌است.